# Ludovico Edalli
Ludovico Edalli (né le 18 décembre 1993 à Busto Arsizio) est un gymnaste italien.
Il est champion d'Italie en 2013 et 2015 et il remporte la médaille d'argent aux Jeux olympiques de la jeunesse.